# Comité international pour les droits des prostitués
 (mai 2023).
Si vous disposez d'ouvrages ou d'articles de référence ou si vous connaissez des sites web de qualité traitant du thème abordé ici, merci de compléter l'article en donnant les références utiles à sa vérifiabilité et en les liant à la section « Notes et références ».
Le comité international pour les droits des prostitués est formé en 1985.
Il organise en 1985 le premier congrès mondial des prostituées, qui rédige une Charte mondiale pour les droits des personnes prostituées. En 1986, le deuxième congrès de l'ICPR est accueilli au parlement européen. À partir des années 1990, cette mobilisation va avoir des effets sur la législation d'un certain nombre de pays. Le 13 avril 1995, la Belgique cesse de poursuivre le proxénétisme s'il n'est pas lié à la traite. Le proxénétisme hôtelier est autorisé s'il n'a pas pour but de réaliser un profit anormal. En 2000, les Pays-Bas légalisent la prostitution volontaire. En 2002, la loi de la prostitution (Prostitutionsgesetzt) est votée en Allemagne. 